# Esther Guerrero i Puigdevall
Esther Guerrero i Puigdevall, més coneguda com a Esther Guerrero (Banyoles, Pla de l'Estany, 7 de febrer de 1990) és una atleta catalana.
Inicià la seva trajectòria esportiva iniciant-se i competint amb el Club Natació Banyoles durant els anys 2006 i 2007, posteriorment formà part del Girona Costa Brava el 2008, i del FC Barcelona entre el 2009 i el 2015. Des del 2016 pertany al New Balance Team. Fou Campiona d'Espanya de 800 metres llisos, en les modalitats aire lliure els anys 2015 i 2016, i pista coberta el 2015, 2016, 2017 i 2019, i de 1.500 metres a l'aire lliure el 2019. Als Campionats d'Europa de cros fou medalla d'or el 2018, i de bronze el 2017, en la modalitat de relleus mixtes de 1.500 metres. Participà en el Campionat del Món d'atletisme de 2015, d'Europa també el 2015, i en els Jocs Olímpics d'Estiu de 2016 de Rio de Janeiro.

## Competicions internacionals
| Any  | Competició                              | Seu            | Posició         | Prova                   | Marca   |
| ---- | --------------------------------------- | -------------- | --------------- | ----------------------- | ------- |
| 2007 | Campionat Mundial Juvenil               | Ostrava        | 39a (sèries)    | 800 metres              | 2:15.48 |
| 2007 | Festival Olímpic de la Juventut Europea | Belgrad        | 10a (sèries)    | 800 metres              | 2:13.69 |
| 2009 | Campionat d'Europa Junior               | Novi Sad       | 10a (sèries)    | 800 metres              | 2:08.39 |
| 2015 | Campionat d'Europa per Nacions          | Cheboksary     | 7a              | 800 metres              | 2:02.99 |
| 2015 | Campionat del Món                       | Pekín          | 36a (sèries)    | 800 metres              | 2:02.64 |
| 2016 | Campionat d'Europa                      | Ámsterdam      | 7a (semifinal)  | 800 metres              | 2:01.62 |
| 2016 | Jocs Olímpics                           | Río de Janeiro | 40a (sèries)    | 800 metres              | 2:01.85 |
| 2017 | Campionat d'Europa en Pista Coberta     | Belgrad        | 6a              | 800 metres              | 2:03.09 |
| 2017 | Campionat d'Europa de Camp a Través     | Šamorín        | 3               | Relleu mixte 4 x 1,5 km | 18:26   |
| 2017 | Campionat d'Europa per Nacions          | Lilla          | 3               | 800 metres              | 2:03.70 |
| 2017 | Campionat del Món                       | Londres        | 27a (sèries)    | 800 metres              | 2:02.22 |
| 2018 | Camionat del Món en Pista Coberta       | Birmingham     | 13a (sèries)    | 800 metres              | 2:04.06 |
| 2018 | Jocs Mediterranis                       | Tarragona      | 4a              | 800 metres              | 2:03.35 |
| 2018 | Campionat d'Europa                      | Berlín         | 11a             | 1500 metres             | 4:09.88 |
| 2018 | Campionat Iberoamericà                  | Trujillo       | 1               | 800 metres              | 2:04.55 |
| 2018 | Campionat Iberoamericà                  | Trujillo       | 3               | Relleu 4 × 400 metres   | 3:38.32 |
| 2018 | Campionat d'Europa de Camp a Través     | Tilburg        | 1               | Relleu mixte 4 x 1,5 km | 16:10   |
| 2019 | Campionat d'Europa en Pista Coberta     | Glasgow        | 6a              | 800 metres              | 2:04.07 |
| 2019 | Campionat del Món de Camp a Través      | Aarhus         | 6a              | Relleu mixte 4 x 2 km   | 27:47   |
| 2019 | Campionat d'Europa per Nacions          | Bydgoszcz      | 7a              | 800 metres              | 2:02.47 |
| 2019 | Campionat del Món                       | Doha           | 19a (semifinal) | 1500 metres             | 4:16.66 |